# النظام الأمني لنظام الاتصالات المتنقلة العالمي
يُجدر الإشارة أن نظام الاتصالات المتنقلة العالمي المزود لخدمة الجيل الثالت والذي يلي النظام العالمي للإتصالات المتنقلة الذي ساهم في نجاحه طبيعته الأمنية. لذا فإن خدمات نظام الاتصالات المتنقلة العالمي الجديدة تحتاج إلى تأمين جبد.

## مركز المصادقات
يوفر نظام الاتصالات المتنقلة العالمي (UMTS) مصادقة متبادلة بين المنخرط المعرّف ببطاقة وحدة تعريف المشترك الذكية التي يتم التعرف عليها أثناء تبادل الإشارات مع الموقع الخلوي وتخزينها في مسجل بيانات المشتركين عامة، ليتم في مركز مصادقة المشتركين تزويد المشترك بالاتصال بنظام الاتصالات المتنقلة العالمي.

## مابين تبادل الإشارات والمركز
- تداول الخوارزميات : يقوم كل من هاتف المشترك ومركز إجراء المصادقة بتبادل خواروميات سرية متشابهة بين الطرفين.
- تداول الرمز السري: يتداول كل من الهاتف ومركز إجراء المصادقة رمز خاص يتم إنشاءه عند كل من الهاتف ومركز إجراء المصادقة في الوقت الذاته. إن تشابه الرمزين تحصل المصادقة

## نظام أمن الوسائط المتعددة عبر بروتوكول إنترنت
الوسائط المتعددة عبر بروتوكول إنترنت عبارة عن إحدى أساسيات نظام الاتصالات المتنقلة العالمي. تعتمد على بروتوكول بدأ الجلسة في البداية والنهاية وأثناء تعديد الوسائط المتعددة مثل المكالمات الصوتية، ملفات الفيديو، البث الحي والدردشة تم إعداد النظام بواسطة قوة مهمات هندسة الإنترنت. تعمل بروتوكول بدأ الجلسة على رأس خادمات بروتوكول الإنترنت، على غرار بروتوكول مخطط بيانات المستخدم (UDP) و بروتوكول التحكم بالإرسال (TCP).
يملك منخرط الوسائط المتعددة عبر بروتوكول إنترنت الجيل الثالث (3G) هوية بروتوكول الإنترنت الخاصة (IMPI) وهوية بروتوكول الإنترنت العامة واحد على الأقل (IMPU). للانخراط في جلسات الوسائط المتعددة بهوية بروتوكول إنترنت عامة على الأقل، بينما تُستخدم هوية بروتوكول الإنترنت الخاصة من أجل التوثيق.